# François-Joseph Gossec
Scènes principales
- Concert spirituel
- Opéra de Paris

François-Joseph Gossec (Gossé de son vrai nom), né le 17 janvier 1734 à Vergnies dans le Hainaut (aujourd'hui en Belgique) et mort le 16 février 1829 à Passy, est un compositeur, violoniste, directeur d'opéra et pédagogue français, d'origine wallonne. Il sert les princes du sang, le prince de Condé et le prince de Conti et dirige l'École royale de Chant et de Déclamation, créée en 1784 par Louis XVI, école qui est la première forme du Conservatoire de Musique, qui sera créé à partir de 1792/1795. Gossec en est membre du directoire.
Nommé compositeur officiel pendant la Révolution française, c'est aussi le musicien le plus honoré sous Napoléon Ier (membre de l'Institut, chevalier de la Légion d'honneur…). Il meurt pendant la Restauration à l'âge de 95 ans.

## Biographie
François-Joseph Gossé, dit Gossec, est né à Vergnies, un village français enclavé dans le Comté de Hainaut alors domaine de la couronne autrichienne. Ce village est aujourd'hui situé en Belgique dans la province de Hainaut. Né sous Louis XV, deux ans après Haydn (1732-1809), il a 16 ans à la mort de Bach (1750), 22 ans à la naissance de Mozart (1756) qui deviendra son ami, et 30 ans à la mort de Jean-Philippe Rameau (1764).
Formé à Walcourt avant de devenir choriste à la cathédrale d’Anvers (où il accomplit ses études musicales), puis à Bruxelles et Liège, Gossec s'installe en 1751 à Paris.
À 17 ans, il est engagé comme violoniste dans l'orchestre de La Pouplinière. Il est initié à la franc-maçonnerie et membre de la loge parisienne « La réunion des Arts »,.
Entre 1762 et 1770, il dirige, en tant que maître de musique, le théâtre du prince de Condé à Chantilly. Il passe ensuite au service d'un autre prince du sang, le prince de Conti, en tant qu'intendant de la musique.
Il fonde le Concert des Amateurs en 1769, qu'il dirige jusqu'en 1773.
Entre 1773 et 1777, il est directeur du Concert Spirituel.
En 1780, il devient sous-directeur de l'Opéra puis, après la démission d’Antoine Dauvergne à Pâques 1782, directeur général. Toutefois, ses pouvoirs sont limités car contrebalancés par celui du secrétaire d'État à la maison du Roi et celui du comité des artistes.
En 1784, il quitte la direction du comité pour diriger la nouvelle École royale de chant, fondée par le baron de Breteuil (et qui devait devenir, en 1795, le conservatoire national).
Il rejoint les rangs de la Révolution. Il écrit de nombreuses œuvres telles des hymnes.
Se faisant une réputation d’inventeur de la musique démocratique et de l’art choral populaire, il est reconnu en tant que « musicien officiel de la Révolution ». Il fait pour les grandes cérémonies de la Révolution la musique dont le peintre Jacques-Louis David fait la scénographie, comme l'entrée des mânes de Marat au Panthéon (Paris), en 1793 le Triomphe de la République. Cette caractéristique lui vaudra la disgrâce lors de la Restauration.
Considéré comme le père de la symphonie française, il fonde, avec le compositeur Grétry, le Conservatoire de Paris où il enseigne la composition entre 1795 et 1814 et dont il sera ensuite l'un des inspecteurs.

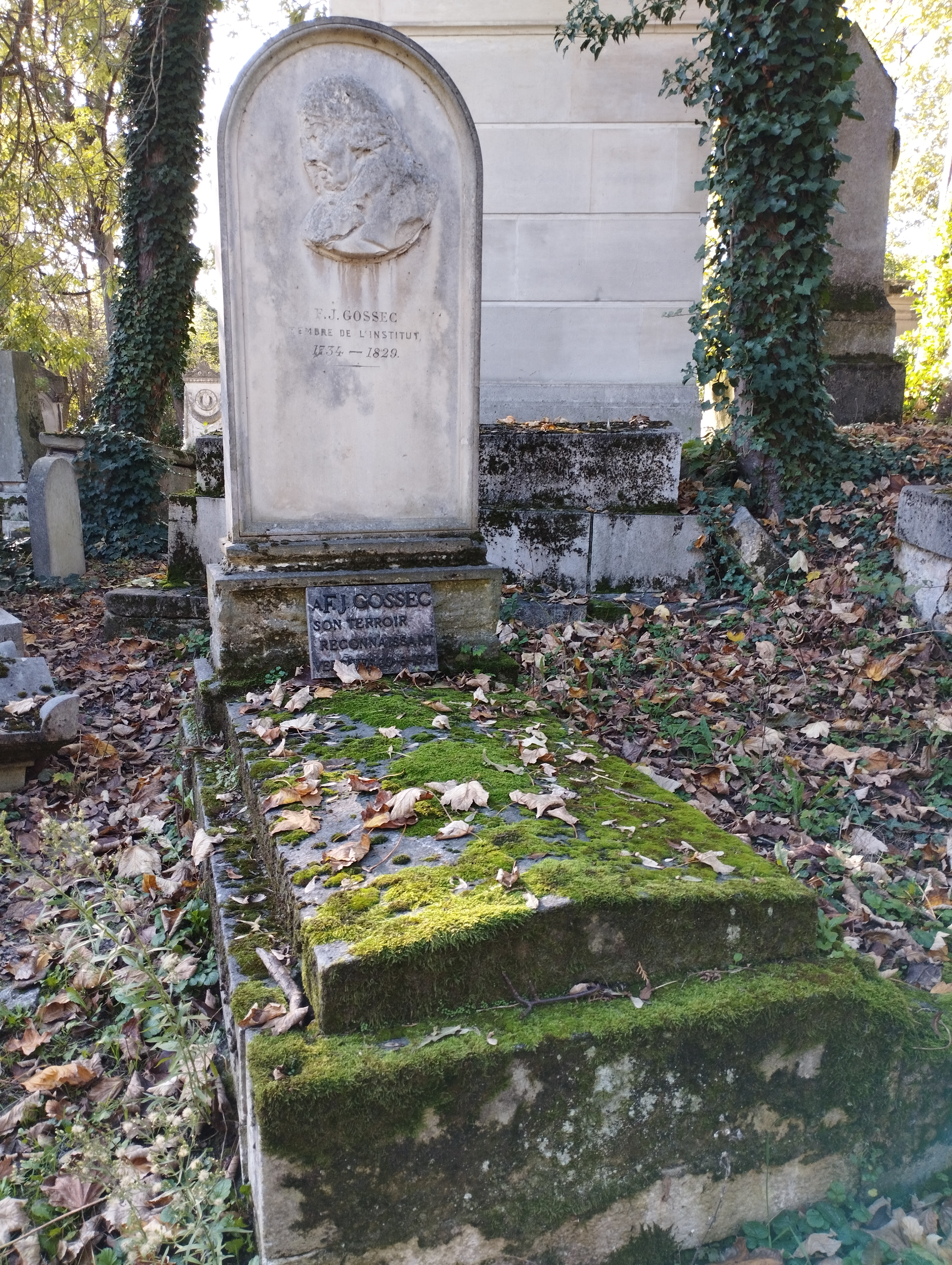
Tombe de François-Joseph Gossec au cimetière du Père-Lachaise (division 13).

Ses quelque 50 symphonies – dont les premières, composées en 1756, sont antérieures à celles de Joseph Haydn – ont contribué au développement du genre en France. Composée en 1809, la Symphonie à 17 parties, célébrant le 20e anniversaire de la prise de la Bastille, est la dernière de la série. Il compose également des opéras, notamment Le Pêcheur (1766) et Toinon et Toinette (1767), Sabinus ou Thésée, des œuvres de musique de chambre et des pièces sacrées, tel l'oratorio La Nativité (1774). Sa Missa pro defunctis — encore appelée Grande Messe des morts et connue comme son Requiem — composée en 1760 est une œuvre novatrice d'une grande beauté qui a probablement inspiré le Requiem de Mozart mais également la Grande Messe des morts de Berlioz. Son Te Deum de 1779 redécouvert en 1989 serait d'après Jacques Grimbert sa plus grande œuvre d'une qualité égale à celles des compositeurs majeurs de son époque. La Dernière Messe des Vivants, composée en 1813 et tristement nommée[pourquoi ?], est l'une de ses dernières compositions.
Il meurt à Passy en 1829, sous la Seconde Restauration, après soixante-cinq ans d'une carrière qui se termine avec son dernier Te Deum, en 1817. Gossec est inhumé au cimetière du Père-Lachaise (division 13), où il repose près de la tombe de son ami Grétry.

## Œuvres
Gossec laisse 160 œuvres musicales.

### Pour orchestre

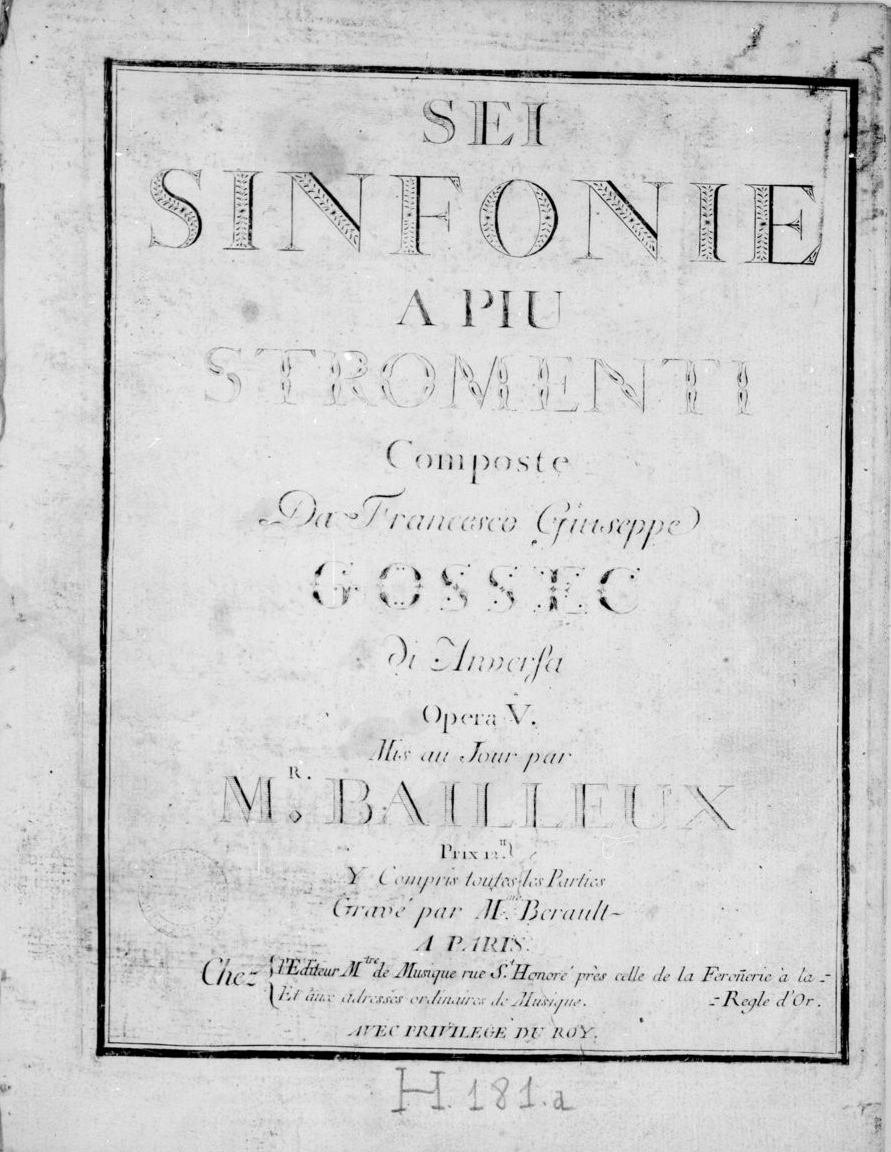
Page de titre des 6 Symphonies op. 5 de Gossec (édition Bailleux, Paris 1762).

- Sei sinfonie a più strumenti op. 4 (1759)
- Sei sinfonie a più strumenti op. 5 (1761)
- Six symphonies op. 6 (1762)
- Six symphonies à grand orchestre op. 12 (1769)
- Deux symphonies (1773)
- Symphonie no 1 (c. 1771-1774)
- Symphonie no 2 (c. 1771-1774)
- Symphonie en fa majeur (1774)
- Symphonie de chasse (1776)
- Symphonie en ré (1776)
- Symphonie en ré (1777)
- Symphonie concertante en fa majeur no 2, à plusieurs instruments (1778)
- Symphonie en do majeur pour orchestre d'harmonie (1794)
- Symphonie militaire en fa majeur pour orchestre d'harmonie (1794)
- Symphonie à 17 parties en fa majeur (1809)

### Musique de chambre
- Sei sonate a due violini e basso op. 1 (c. 1753)
- Sei quartetti per flauto e violino o sia per due violini, alto e basso op. 14 (1769)
- Six quatuors à deux violons, alto et basse op. 15 (1772)

### Musique vocale et chorale
- Messe des Morts (Requiem) (1760)
- La Nativité, oratorio (1774)
- Te Deum (1779)
- Te Deum pour la Fédération du 14 juillet, chœur à trois voix d'hommes (haute-contre, taille et basse) avec accompagnement de musique d'harmonie (1790)
- Hymne sur la translation du corps de Voltaire au Panthéon, paroles de Marie-Joseph Chénier, chant pour voix avec accompagnement de deux clarinettes, deux cors et deux bassons (1791)
- Hymne à la Liberté (dit ensuite Hymne à la Nature), paroles de Varon, pour la fête de la Réunion, le 10 août 1794.
L'ouverture est une réorchestration de la chanson Veillons au Salut de l'Empire dont l'air est emprunté à Nicolas Dalayrac.
- Le Chant du 14 juillet, (paroles de Marie-Joseph Chénier) chœur à trois voix d'hommes avec accompagnement de musique d'harmonie
- Dernière messe des vivants, chœur à quatre voix mixtes et orchestre symphonique (1813)

### Opéras
- Le Tonnelier, opéra comique (1765)
- Le Faux Lord, opéra comique (1765)
- Les Pêcheurs, opéra comique en 1 acte (1766)[9]
- Toinon et Toinette, opéra comique (1767)[10]
- Le Double Déguisement, opéra comique (1767)
- Les Agréments d'Hylas et Sylvie, pastorale (1768)
- Sabinus, tragédie lyrique (1773)
- Berthe, opéra (1775, not extant)
- Alexis et Daphné, pastorale (1775)
- Philémon et Baucis, pastorale (1775)
- La Fête de village, intermezzo (1778)[11]
- Thésée, tragédie lyrique (1782)
- Nitocris, opéra (1783)
- Rosine, ou L'épouse abandonnée, opéra (1786)
- Le Triomphe de la République, ou Le camp de Grandpré, divertissement-lyrique en 1 acte, (Chénier) (1794) - d'où est extrait le célèbre Tambourin.
- Les Sabots et le cerisier, opéra (1803)

## Discographie sélective
- Thésée, tragédie lyrique en 4 actes - Jennifer Borghi, Virginie Pochon, Katia Velletaz, Caroline Weynants, Frédéric Antoun, Tassis Christoyannis, Les Agrémens, Chœur de chambre de Namur, Dir. Guy Van Waas (2013, Ricercar).
- Six Quatuors op. 15 - Quatuor Ad Fontes (2002, Alpha 025)
- Symphonies op. 5 no 2, op. 12 no 5 & 6 - London Mozart Players, dir. Matthias Bamert (1998, Chandos CHAN 9661)
- Symphonies op. 12 no 1, 3 & 5 - Les Agrémens, Djamel Founas (clarinette), dir. Guy Van Waas (2007, Ricercar)
- Symphonie op. 13 no 3 en ré majeur « La Chasse » - Concerto Köln, dir. Werner Ehrhardt
- Symphonie Concertante pour violon et violoncelle (+ Grétry, Pieltain, Gresnick) - Les Agrémens, dir. Guy Van Waas (2005, Ricercar)
- Symphonies en do mineur, en ré majeur « La Chasse », en fa majeur « Mirza » - Concerto Köln, dir. Werner Ehrhardt (2003, Capriccio)
- Symphonie Concertante pour 2 harpes et orchestre, du ballet de "Mirza"- Laskine, Le Dentu, Orch. de Chambre JF Paillard, dir. Jean-François Paillard (1964, Erato)
- Symphonie Concertante pour 2 harpes et orchestre, du ballet de "Mirza"- Michel, De Maistre, Orch. Radio-Symphonique de Pologne, dir. Boguslav Madey (2003, Egan Records)
- Marche Lugubre et Symphonie à 17 parties (+ Lesueur, Rouget de l'Isle et Méhul) - Orchestre de la Société des Concerts du Conservatoire, dir. Georges Tzipine (1954, EMI)
- Hymne à la Statue de la Liberté et Invocation (+ Rouget de l'Isle et Méhul) - Solistes, Chœurs et Orchestre du Capitole de Toulouse, dir. Michel Plasson (1988, EMI)
- Grande Messe des Morts (Requiem, 1760) - Musica polyphonica, Chœur du Conservatoire de Maastricht, Bernadette Degelin, Greta de Reyghere, Kurt Widmer, Howard Crook, Dir. Louis Devos (1986, Erato/Apex).
- Motet "Terribilis est locus iste" (+ Giroust & Grétry) - Kareen Durand, Cyril Auvity, James Oxley, Alain Buet, Les Agrémens, Chœur de chambre de Namur, Dir. Jean-Claude Malgoire (2005, K617).
- Le Triomphe de la République, divertissement lyrique en 1 acte (1793) - Solistes, Chœurs et Orchestre de la Radio Svizzera Lugano + I Barocchisti, Dir. Diego Fasolis (2002, Chandos).
- La Nativité, oratorio, Christe Redemptor, motet, Requiem (variante allégée), Ex Tempore-Les Agrémens, Mannheimer Hofkapelle, dir. Florian Heyerick. CD CPO 2021

## Distinctions et hommages
Il est nommé membre de l'Institut de France dans la classe des beaux-arts en 1795 et chevalier de la Légion d'honneur sous Napoléon Ier.
Plusieurs rues, respectivement à Paris 12e arrondissement (depuis 1899), Gagny, Montpellier, Carcassonne et la rue principale de son village natal Vergnies portent le nom de Gossec.
Un monument, avec son buste en bronze et une fontaine, lui a été dédié par son village natal le 9 septembre 1877 à l’instigation de Clément Lyon, journaliste et historien, fondateur de l’hebdomadaire L’Éducation Populaire et offert par le vicomte Gustave Van Leempoel de Nieuwmunster, bourgmestre de Vergnies et sénateur de Thuin.